# Приключенията на дребосъците: Как прекарах ваканцията си
„Приключеняита на дребосъците: Как прекарах ваканцията си“ (на английски: Tiny Toon Adventures: How I Spent My Vacation) е американски директен към видео анимационен филм от Warner Bros. Animation и Amblin Entertainment, оригинално е означаван да бъде пуснат по кината. С участието на оригиналните герои от анимационния сериал по Fox Kids, „Приключенията на дребосъците“ (Tiny Toon Adventures), филмът ги последва по време на тяхната лятна ваканция от училище.
Стивън Спилбърг е изпълнителния продуцент на филма, в който сценарият е написан от Пол Дини, Никълъс Холандер, Том Рюегър и Шери Стонър. Японското анимационно студио Tokyo Movie Shinsha (в момента TMS Entertainment) продуцира анимацията на филма. Филмът е пуснат на формати VHS и LaserDisc в сряда, 11 март 1992 г. Това е първият анимационен филм, който е пуснат директно на видео в Съединените щати. Филмът е излъчен по телевизията като четири разделени епизода на сериала.
Филмът е един от най-високото продавани видеокасети в Съединените щати в списъка на топ 40 от „най-продаваните видео продажби“ в списание „Билборд“ за 16 седмици от юли 1992 г.